# Can Perandones
Can Perandones o Casa Torre Farjas és una obra noucentista d'Olot (Garrotxa) protegida com a bé cultural d'interès local.

## Descripció
És un edifici classicista amb influència de l'arquitectura tradicional catalana. La planta és quadrada amb un cos a la façana d'entrada que sobresurt del cos principal.
Consta de planta baixa i dos pisos. Al pis superior les finestres són dobles i a la part central hi ha una tribuna. La decoració és de tipus classicista.

## Història
Es té constància de la reforma de la casa planejada per J. Danés l'any 1922.